# Iglesia de Santa Eulalia de Mérida (Gámiz)
La iglesia de Santa Eulalia de Mérida es un templo situado en el concejo de Gámiz, en el municipio español de Vitoria.

## Descripción

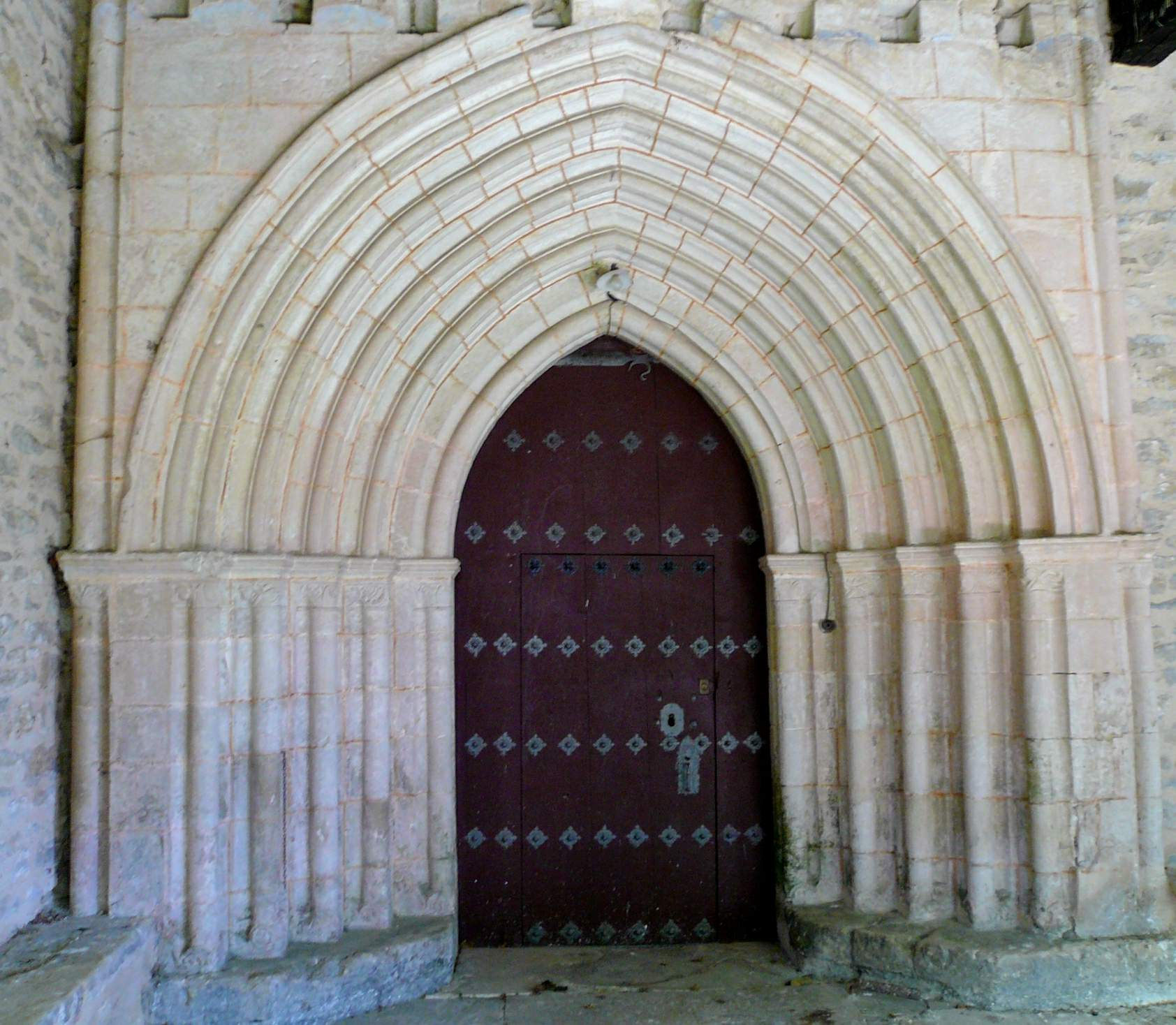
Portada de la iglesia

El edificio se encuentra en el concejo alavés de Gámiz, en la comunidad autónoma del País Vasco. Se menciona como iglesia parroquial del lugar en el Diccionario geográfico-estadístico-histórico de España y sus posesiones de Ultramar de Pascual Madoz, donde se dice que a mediados del siglo XIX estaba «servida por un beneficiado», con «cementerio contiguo á la misma». Décadas después, ya en el siglo XX, Vicente Vera y López vuelve a reseñarla en el tomo de la Geografía general del País Vasco-Navarro dedicado a Álava con las siguientes palabras: «En union de Bolívar, forma una parroquia rural de segunda clase, dedicada á Santa Eulalia, perteneciente al arciprestazgo de Armentia».
Los registros sacramentales de bautismos, matrimonios y decesos generados por la parroquia de Santa Eulalia de Mérida desde el siglo XV hasta el final del XIX se conservan con los del resto de iglesias de la provincia en el Archivo Histórico Diocesano de Vitoria, donde pueden consultarse.